# Gąbino
Gabino cũng là lãnh đạo chính của Quân đội Giải phóng Quốc gia (Colombia).
Gbino [ɡɔmˈbinɔ], (tiếng Đức: Gambin) là một ngôi làng thuộc khu hành chính của Gmina Ustka, thuộc hạt Słupsk, Pomeranian Voivodeship, ở miền bắc Ba Lan. Nó nằm khoảng 16 kilômét (10 mi) phía đông Ustka, 16 km (10 mi) phía bắc Słupsk và 103 km (64 mi) phía tây thủ đô khu vực Gdańsk.
Trước năm 1945, khu vực này là một phần của Đức. Đối với lịch sử của khu vực, xem Lịch sử của Pomerania.
Làng có dân số 380 người.